# 特異分布
数学の確率論の分野における特異分布（とくいぶんぷ、英: singular distribution）とは、そこに含まれる各点での確率が 0 である零集合上に集められた確率分布のことを言う。しばしば特異連続分布とも呼ばれる。このような分布は、ルベーグ測度に関して絶対連続ではない。
各離散点は確率 0 であるため、特異分布は離散確率分布ではない。一方、もし確率密度関数が存在するならば、そのルベーグ積分はゼロとなってしまうため、特異分布は確率密度関数を持つこともない。
このような分布の一例として、カントール分布が挙げられる。